# Nadine Expert
Pour les articles homonymes, voir Expert (homonymie).
 (août 2017).
Si vous disposez d'ouvrages ou d'articles de référence ou si vous connaissez des sites web de qualité traitant du thème abordé ici, merci de compléter l'article en donnant les références utiles à sa vérifiabilité et en les liant à la section « Notes et références ».
Nadine Expert, née en 1957 à Paris, est une chanteuse et auteure française. Elle est, de 1977 à 1980, la première chanteuse solo du label AB Productions, avant le lancement de la carrière de Dorothée. 
Dans un style mêlant rock, disco et érotisme, elle est l'interprète de deux albums, Excuse me monsieur(1978) et It's Up To You (1979). Malgré un succès modeste, les disques de Nadine Expert s'exportent dans le monde entier : estampillés de leur logo AB Productions, ces albums et singles ont été commercialisés de la Russie au Brésil en passant par l'Italie, l'Allemagne ou l'Espagne.

## Biographie

### Enfance
Nadine Expert est née d'un père inconnu et d'une mère qui exerçait la profession de trapéziste avant de devenir infirmière à Paris. La jeune femme grandit entourée de six frères et élevée par sa grand-mère. Nadine Expert étudie au lycée Sophie Germain, mais échoue au baccalauréat.

### Les débuts
En 1974, à l'âge de 17 ans, Nadine Expert devient mannequin. La jeune fille rejette vite cette profession et son milieu, où elle se sent « comme une fille en maison ». En 1976, elle rencontre les membres du groupe The Rolling Stones et voyage dans toute l'Europe. L'année suivante, elle signe un contrat avec le label AB Productions, qui vient d'être créé par le duo Jean-Luc Azoulay et Claude Berda.

### Carrière musicale (1977-1980)
En 1977, Nadine Expert publie chez AB Productions son premier 45 tours, "I Wanna Be A Rollin' Stone", un medley des plus grands tubes du groupe de Mick Jagger, revisité à la mode disco. Le disque se vend à 100 000 exemplaires et s'exporte dans de nombreux pays européens, comme l'Espagne, l'Italie, la Grèce ou l'Allemagne. La promotion de la chanson à la télévision permet à Nadine Expert d'enregistrer des prestations dans les émissions de ces différents pays.
Si les passages en radio sont timides pour ce premier 45 tours, Nadine Expert obtient en revanche de nombreux articles dans la presse pour adolescents, comme Salut les Copains ou OK Podium. Dans ses différentes interviews dans la presse ou à la télévision, Nadine Expert se montre excentrique, déjantée, rock'n'roll et motivée à mener loin sa carrière dans la musique. 
Le premier album de Nadine Expert, Excuse me monsieur, sort au printemps 1978. Au style résolument rock, il connaît un succès modeste, avec 28.000 exemplaires vendus. Sur la pochette du 33 tours, Nadine Expert s'affiche seins nus, avec son nom écrit au rouge à lèvres sur sa poitrine à peine couverte d'un blouson de cuir. 
Excuse me monsieur se compose de 9 titres, dont une reprise de Mon homme de Mistinguett. De nombreuses chansons présentent un caractère érotique, avec des gémissements explicites de la chanteuse. Les titres originaux de Nadine Expert sont co-écrits par la chanteuse elle-même, avec Jean-Luc Azoulay (sous le pseudonyme de Jean-François Porry) et Gérard Salesses  (alias G.Sals), les deux auteurs des futurs tubes de Dorothée et Hélène. 
Après un nouveau 45 tours intitulé I Wanna Smoke, AB Productions propose un deuxième album de Nadine Expert. It's Up To You sort en 1979 avec un style disco plus prononcé que sur le premier album. Le disque contient une nouvelle reprise des Rolling Stones, Miss You.
L'album et le 45 tours It's Up To You s'exportent dans le monde entier : on retrouve des versions brésiliennes, russes ou mexicaines du disque.
AB Productions, qui espère tenir avec Nadine Expert sa chanteuse star, fait fabriquer des présentoirs à l'image de l'artiste, taille réelle, pour les magasins et disquaires. Mais une nouvelle fois, les ventes du disque sont décevantes. En mars 1979, Nadine Expert est nommée pour le prix de l'exportation d'un disque produit en France, avec Nana Mouskouri et Sheila. 
En 1980, un dernier 45 tours est publié chez AB Productions, A. B.O.M.B., morceau rock qui ne rencontre pas le succès. Aucun album ne reprend la chanson. La même année, AB Productions publie le premier disque de sa nouvelle artiste, Dorothée, l'animatrice de Récré A2 sur Antenne 2. La discographie de Nadine Expert s'arrête ici.

### Après 1980
A. B.O.M.B. constitue à ce jour la dernière expérience musicale connue de Nadine Expert.
En 1995, AB Disques réutilise une des chansons de Nadine Expert, You're Dancing On My Heart, qui devient Mets un peu de musique, un single des Jumelles de la série TV Premiers baisers. Sur le CD 2 titres, la chanson présente bien un copyright remontant aux années 1980.
En 2000, le groupe punk Les Wampas publie une chanson intitulée Nadine Expert au refrain évocateur : « Nadine Expert, je me souviens de vous, Nadine Expert, je n'ai pas oublié le rouge à lèvres », en référence à la pochette de 1978 où la chanteuse s'affiche seins nus, son nom écrit au rouge à lèvres sur la poitrine.

## Discographie

### Albums studio
- 1978 : Excuse me monsieur (AB Productions)
- 1979 : It's Up To You (AB Productions)

### Singles
- 1977 : I Wanna Be A Rollin' Stone / Play The Game Of Love
- 1978 : I Wanna Smoke / Viens (Come On)
- 1978 : Quiero Ser Rolling Stone / El Juego Del Amor (Espagne)
- 1979 : It's Up To You / I Did With The Rock'n'Roll
- 1979 : It's Up To You / I Did With The Rock'n'Roll (Maxi 45 Tours spécial discothèque)
- 1979 : Depende De Ti / Lo Hice Con El Rock And Roll (Espagne)
- 1979 : My Mamie Told Me (It's Up To You) / Did With The Rock And Roll (Brésil)
- 1979 : It's Up To You / All The Good Byes (Mexique)
- 1980 : A. B.O.M.B. / You're Dancing On My Heart